# Porcher (Meurthe-et-Moselle)
Pour les articles homonymes, voir Porcher.
Porcher est une ancienne commune française de Meurthe-et-Moselle en région Grand Est. Elle est rattachée à la commune de Brainville depuis 1811.

## Toponymie
Anciennes mentions : Porciers (1297), Pourchiés (1378), Porchier sur le Signeul (XVe siècle), Porchières (1451),  Pourchié (1554), Pourchers (1689), Porchières (1749), Porchière (1756), Porchié (1779).

## Histoire
Ce village dépendait de la province du Barrois dans le bailliage de Briey.
La commune de Porcher est réunie à celle de Brainville par décret du 19 avril 1811,.

## Démographie
| 1793 | 1800 | 1806 |
| ---- | ---- | ---- |
| 171  | 124  | 148  |

## Lieux et monuments
- Chapelle Saint-Nicolas